# Synagoge (Zutphen)

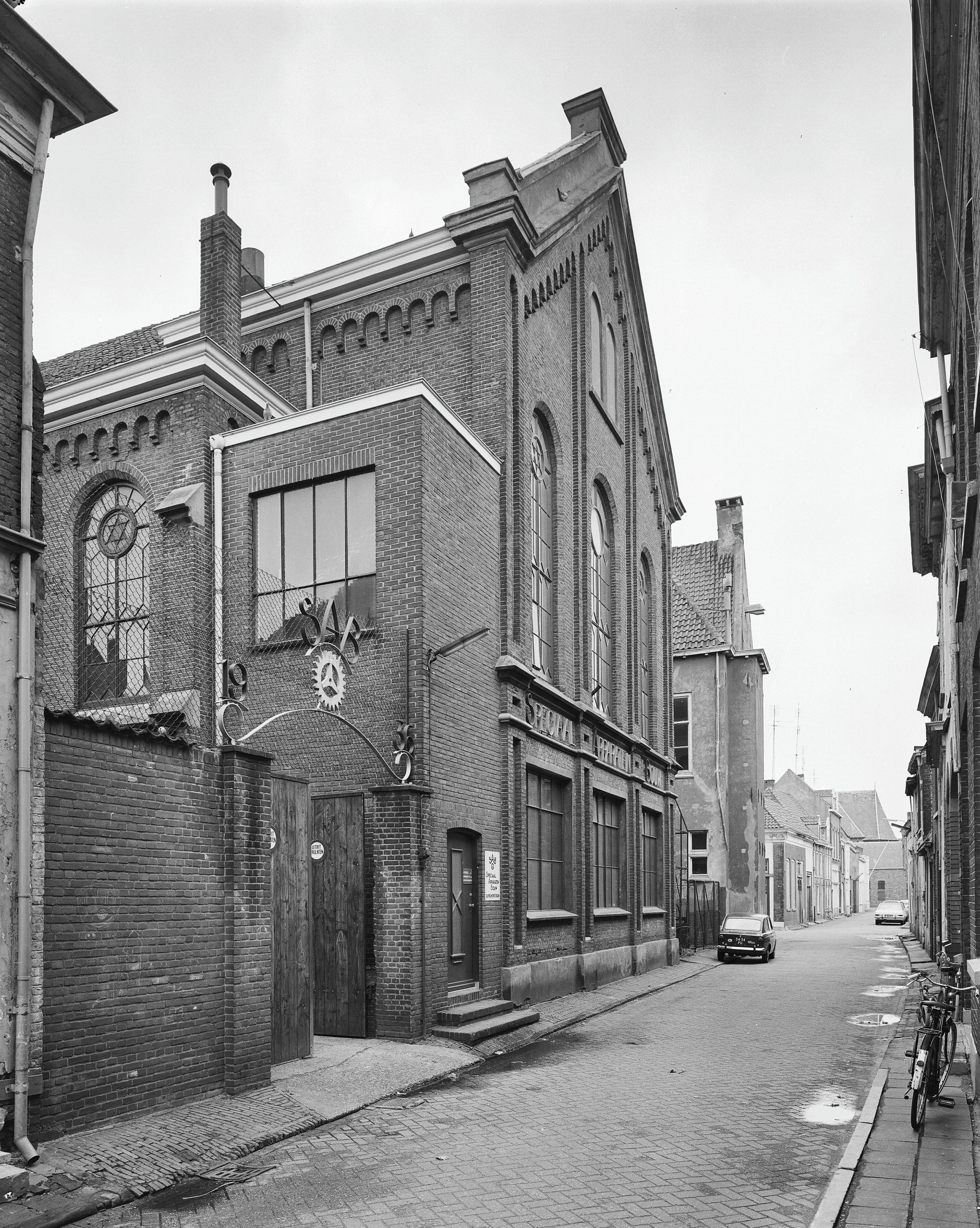
Synagoge in Zutphen (1977)

Die Synagoge in Zutphen, einer Gemeinde in der niederländischen Provinz Gelderland, wurde 1879 eingeweiht. Die Synagoge an der Dieserstraat 11 ist als Rijksmonument ein geschütztes Kulturdenkmal.
Die ersten Juden sind im 14. Jahrhundert in Zutphen überliefert. Nach ihrer Vertreibung im Zuge der Pestpogrome siedelten sich Juden erst wieder Ende des 18. Jahrhunderts in Zutphen an. Die Jüdische Gemeinde Zutphen erreichte 1899 mit 604 Mitgliedern ihren Höchststand.
Die jüdischen Bürger von Zutphen wurden während des Zweiten Weltkriegs von den deutschen Besatzern verfolgt und viele wurden in den Konzentrationslagern ermordet. Die Bewohner von Zutphen verwüsteten 1944 das Innere der Synagoge. 
Die Synagoge wurde nach der Wiederbegründung der jüdischen Gemeinde nach 1945 zunächst verkauft, da sie für die kleine Gemeinde nicht zu unterhalten war. Erst 1985 wurde sie wieder für den Gottesdienst der jüdischen Gemeinde renoviert.